# On Down the Line
On Down the Line (Por la Línea) es el cuarto álbum publicado por la artista de música country Patty Loveless. Grabado en Nashville, Tennessee entre diciembre de 1989 y enero de 1990, fue el siguiente a su exitoso Honky Tonk Angel. 
El álbum fue un éxito tanto comercial como de crítica para Loveless, del que se extrajeron dos temas que llegaron al Top 10, "On Down the Line" y "I'm That Kind of Girl", y uno Top 20, "The Night's Too Long". El álbum llegó al puesto 12 en la lista Billboard Top Country Album Chart.

## Lista de temas
1. "Overtime" (Kostas) – 2:48
2. "The Night's Too Long" (Lucinda Williams) – 3:53
3. "Blue Memories" (Paul Kennerley, Karen Brooks) – 2:49
4. "Some Morning Soon" (Claire Lynch, Larry Lynch) – 3:38
5. "You Can't Run Away from Your Heart" (Wendy Waldman, Jim Photoglo) – 3:52
6. "On Down the Line" (Kostas) – 3:05
7. "I've Got to Stop Loving You (And Start Living Again)" (Kennerley) – 3:19
8. "Looking in the Eyes of Love" (Kostas, Tricia Walker) – 4:01
9. "I'm That Kind of Girl" (Matraca Berg, Ronnie Samoset) – 3:02
10. "Feelings of Love" (Kostas)– 3:21

## Personal
- Richard Bennett - guitarra eléctrica
- Matraca Berg - coros
- Paul Franklin - dobro, steel guitar, acoustic slide guitar
- Vince Gill - coros
- John Barlow Jarvis - teclados, piano
- Kostas - acoustic guitar, coros
- Albert Lee - guitarra eléctrica
- Larrie Londin - batería
- Patty Loveless - voz principal
- Claire Lynch - coros
- Mac McAnally - guitarra acústica, guitarra eléctrica
- Mark O'Connor - viola de arco, mandolina
- Ronnie Samoset - coros
- Leland Sklar - bajo
- Russell Smith - coros
- Karen Staley - coros
- Harry Stinson - coros

## Actuación en listas
| Listas (1990)                     | Posición |
| --------------------------------- | -------- |
| U.S. Billboard Top Country Albums | 12       |

- Datos: Q7090955